# Tygem
Tygem (kor. 타이젬바둑 Taijem Badug) ist ein Go-Server, der von dem südkoreanischen Unternehmen TongYang Online betrieben wird. Besonders beliebt ist der Server bei Spielern aus Asien. Nach eigenen Angaben nutzen rund 500 professionelle Go-Spieler den Server zu Trainingszwecken und offiziellen Turnieren bzw. Spielen.
Tygem wurde im Jahr 2000 von Cho Hun-hyun als ICBL gegründet und im Jahr 2001, nach der Übernahme durch die Tongyang Group und JoongAng Ilbo, umbenannt.

## Regeln und Besonderheiten
- Bei allen Spielen wird nach japanischer Zählung mit 6,5 Punkten Komi gespielt
- Es wird Byōyomi verwendet

### Bekannte Profi-Spieler auf Tygem
Unter anderen spielen folgende professionelle Go-Spieler auf Tygem:
- Paek Hongseok als BaiHongX
- Lee Sedol als LeeShiShi
- Park Yung Hwan als ParkJungS